# Amsterdam Centraal
Amsterdam Centraal je hlavní vlakové nádraží v Amsterdamu. Jde o jeden z hlavních železničních uzlů Nizozemska. Prostřednictvím souprav ICE se odtud cestující mohou dostat do mnohých německých měst, na západ do Paříže je svezou rychlovlaky Thalys. Dále také z tohoto města vyjíždí spoje CityNightLine, které pasažéry dopraví do Antverp, Mnichova, Basileje, Curychu, Kodaně, Varšavy, ale již několik let také do Prahy, Děčína a Ústí nad Labem. Do Bruselu jezdí každou hodinu meziměstské linky. Budovou denně prochází přibližně 250 000 cestujících. Je též konečnou stanicí linek amsterdamského metra 51, 53 a 54. Budovu stanice navrhli architekti Pierre Cuypers a A. van Gendt, zakázku na výstavbu získala německá firma Philipp Holzmann. Amsterdam Centraal stojí na třech umělých ostrovech, pro jejichž stavbu muselo být do podloží zaraženo 8687 dřevěných pilot. Stanice byla otevřena v roce 1889.

## Obrazárna

Amsterdam Centraal
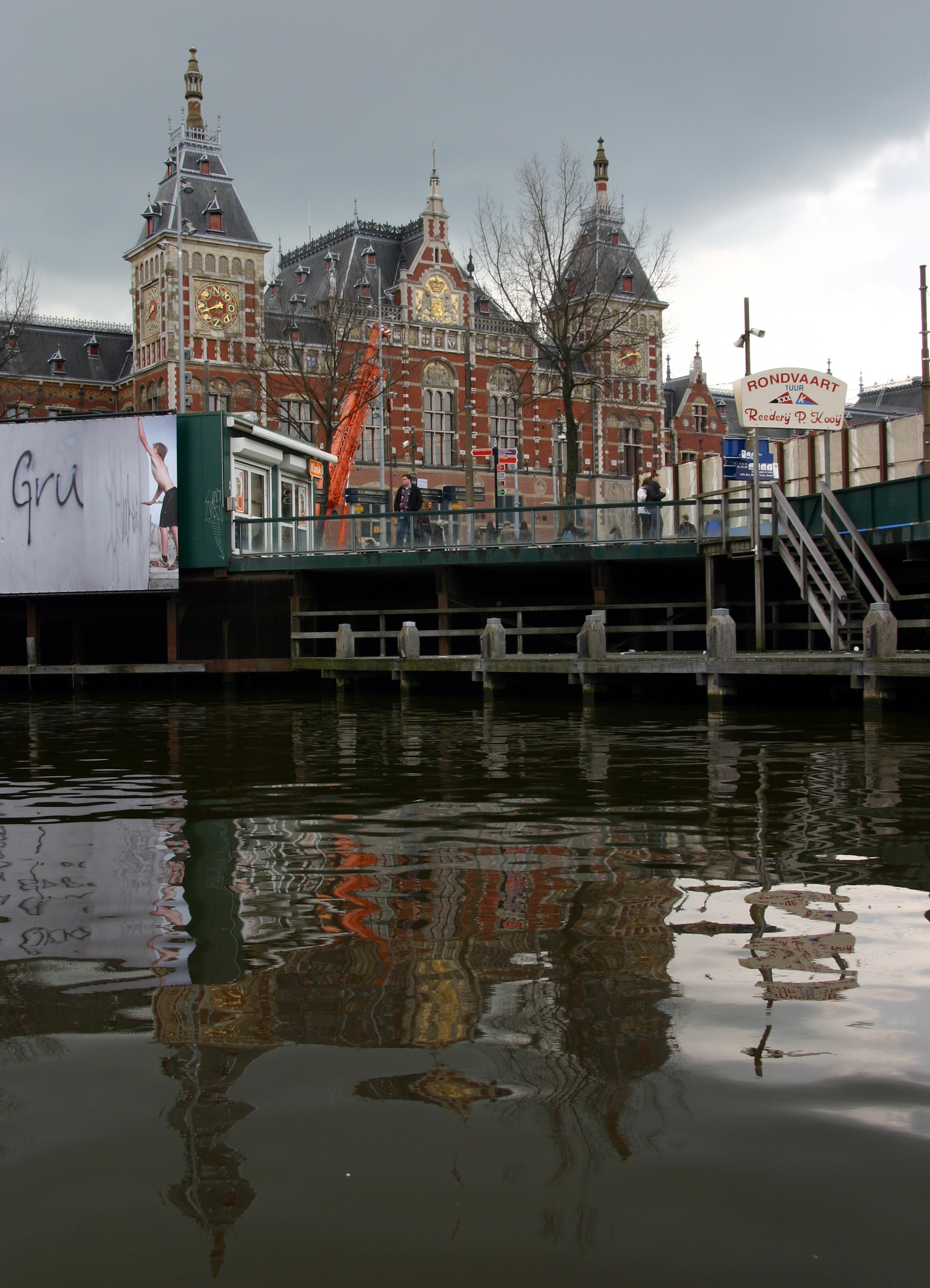
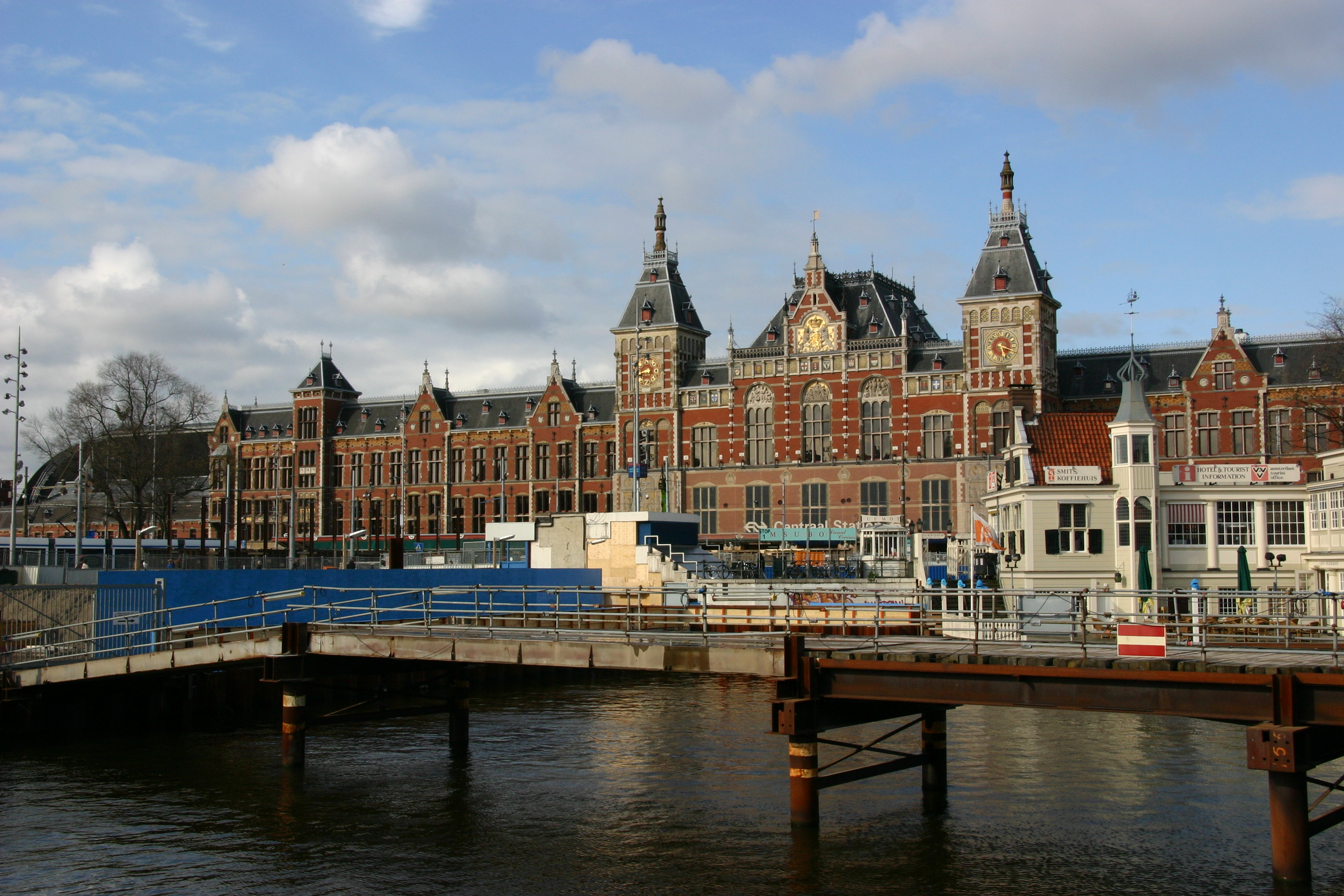
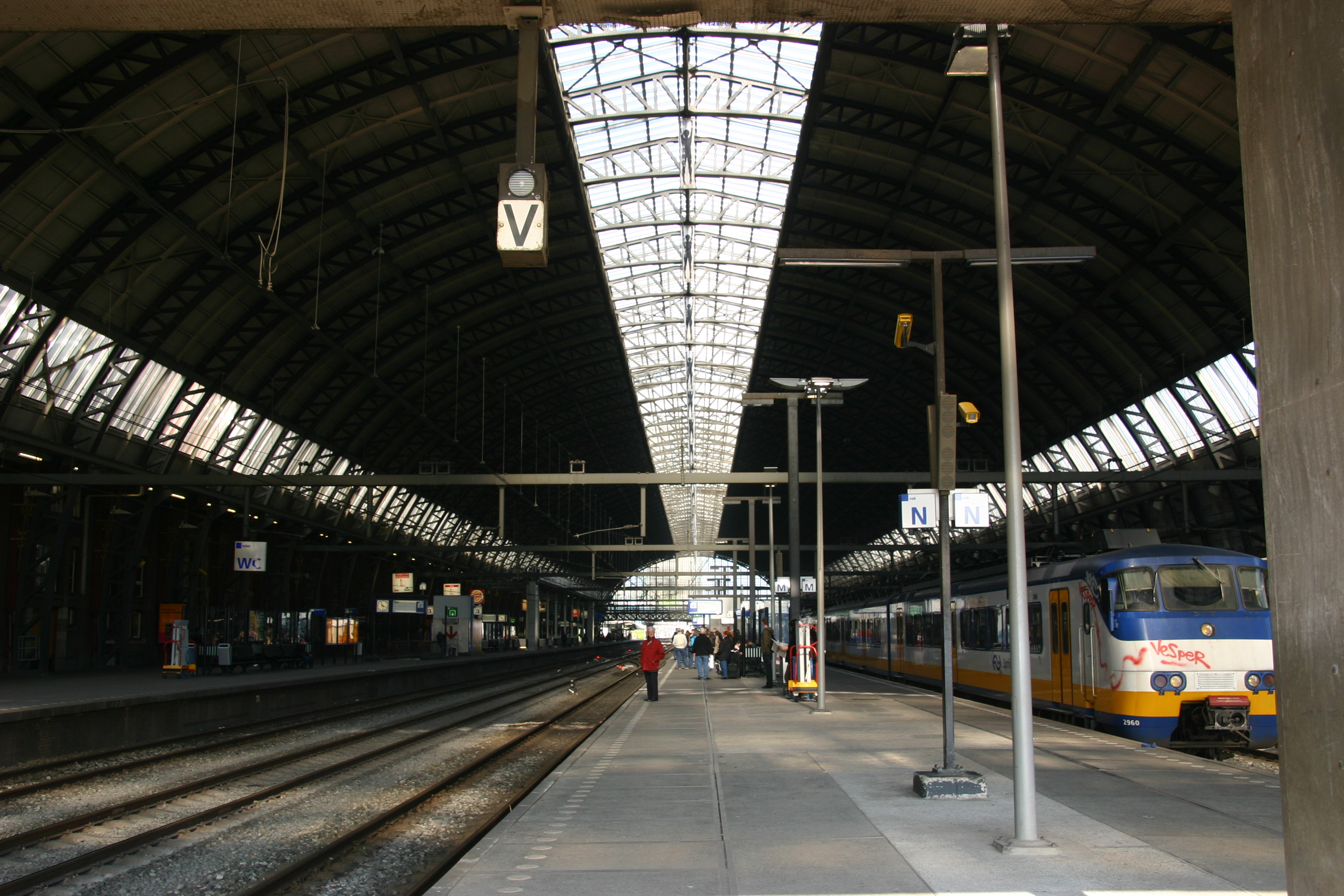
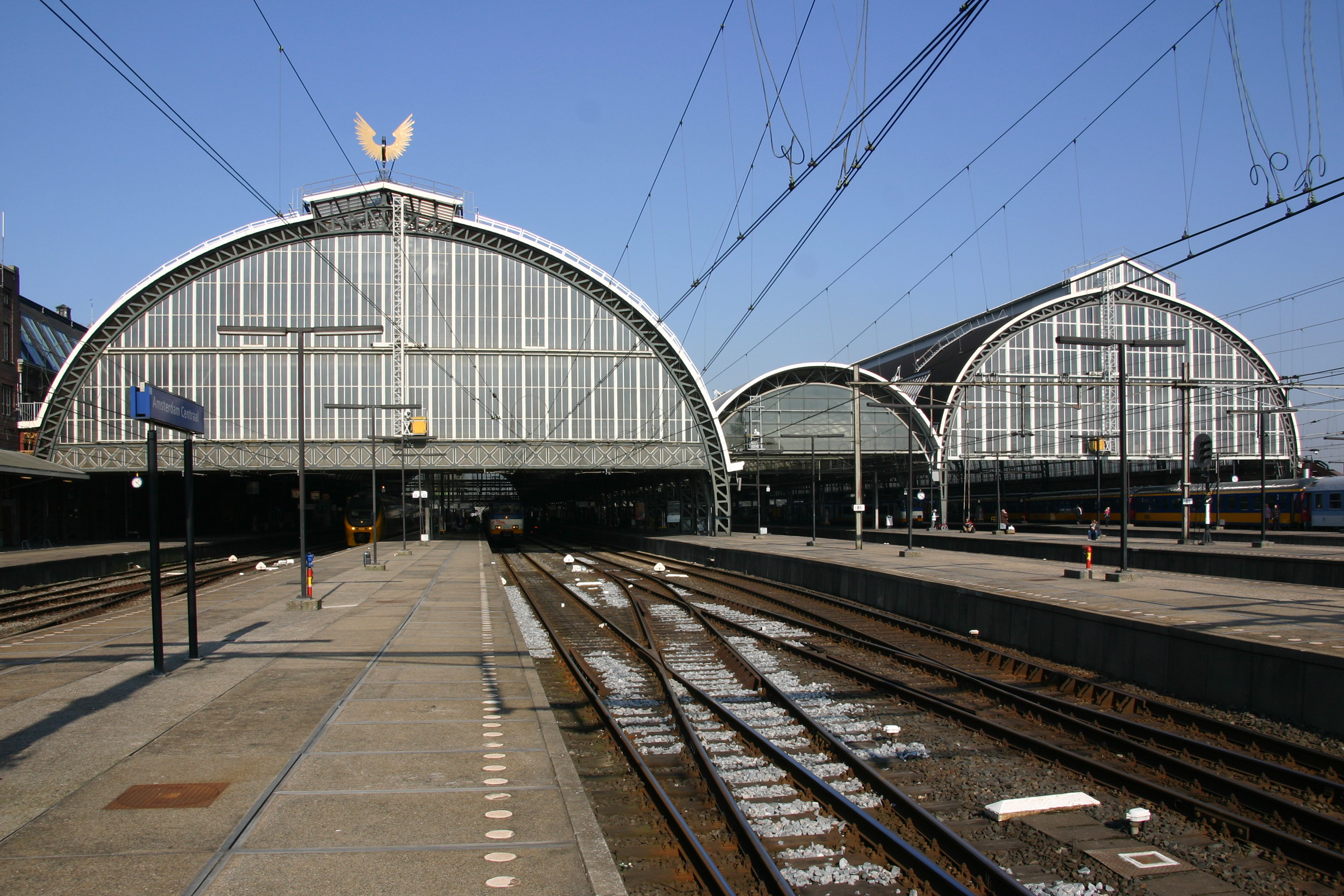
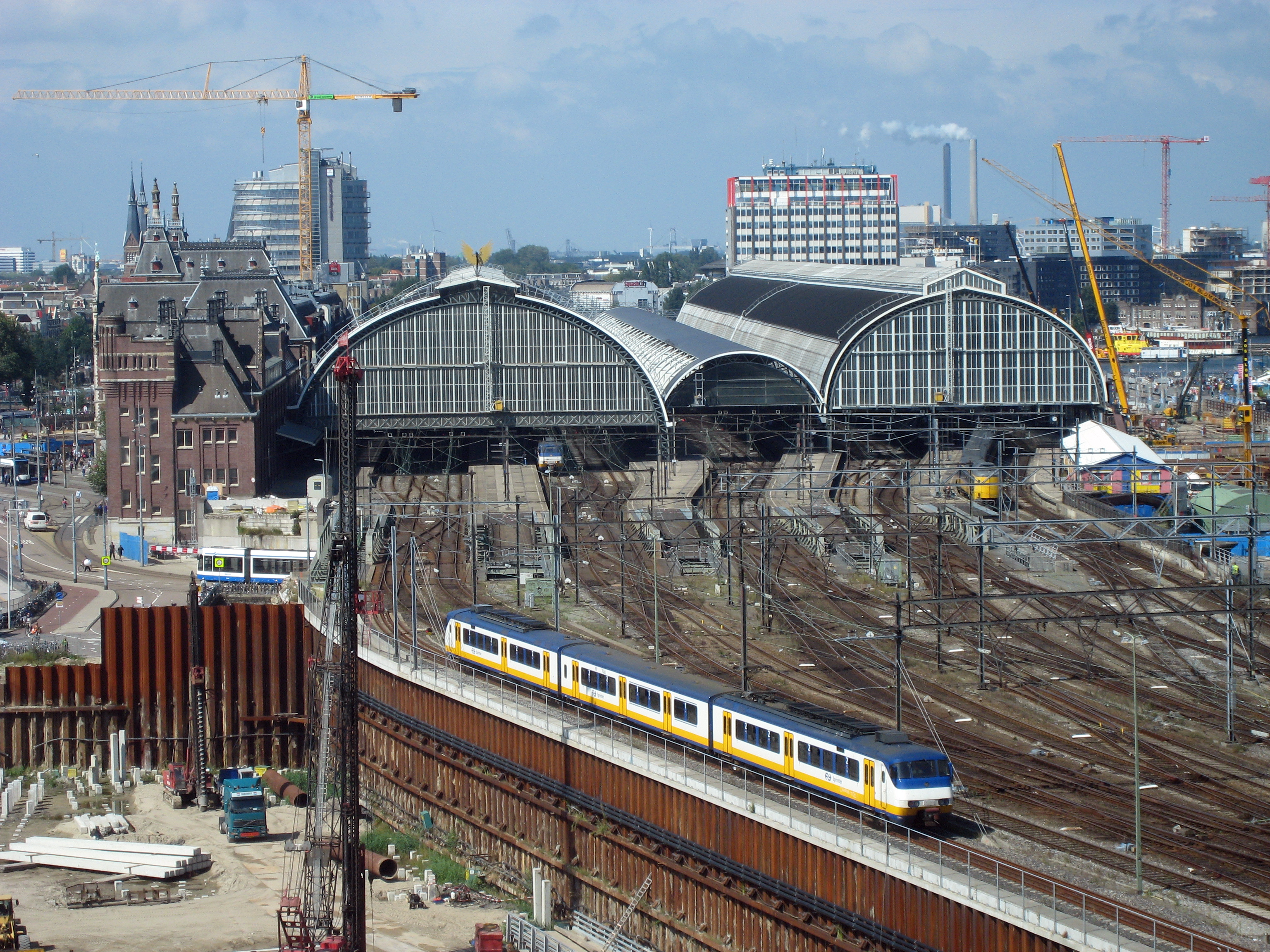
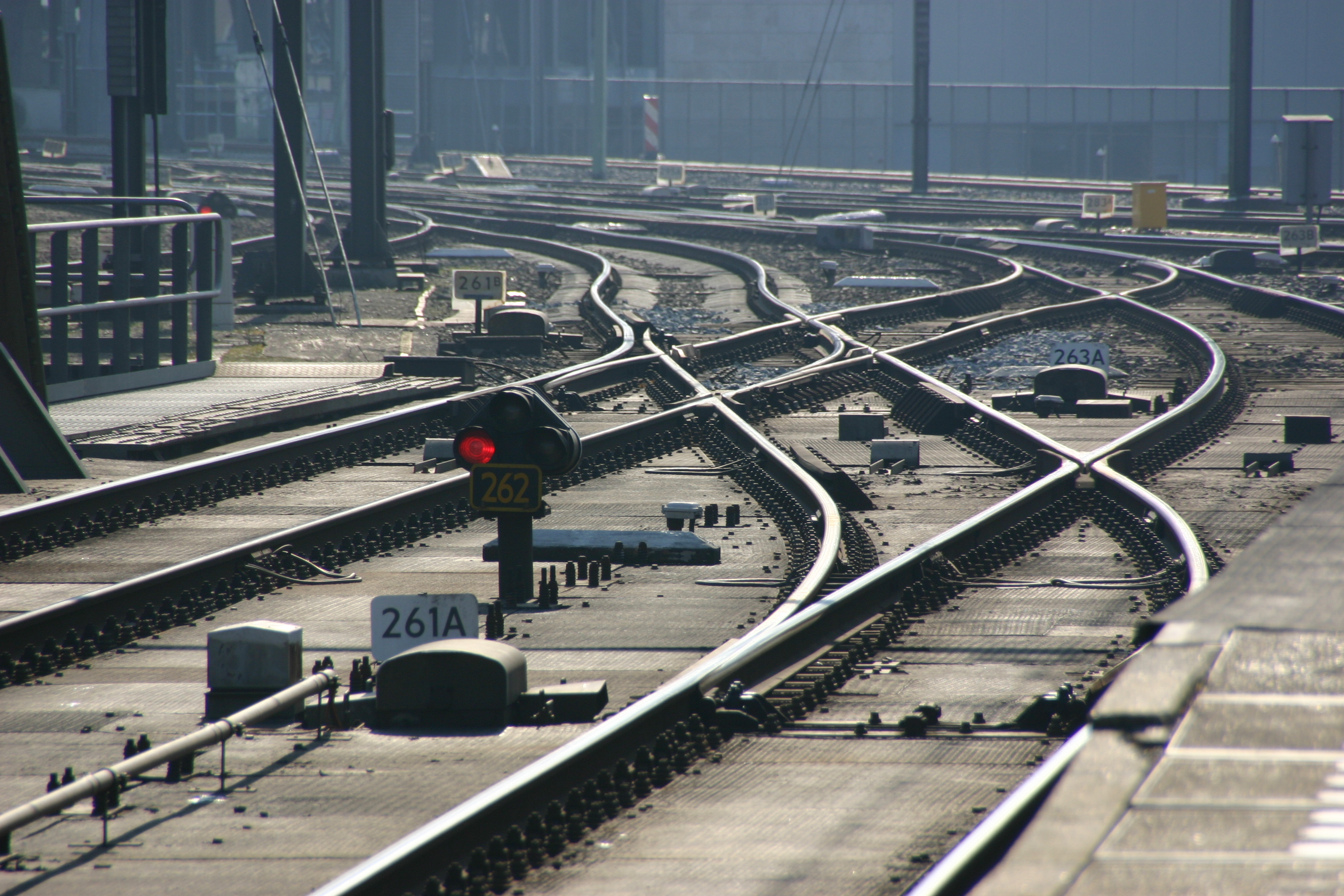
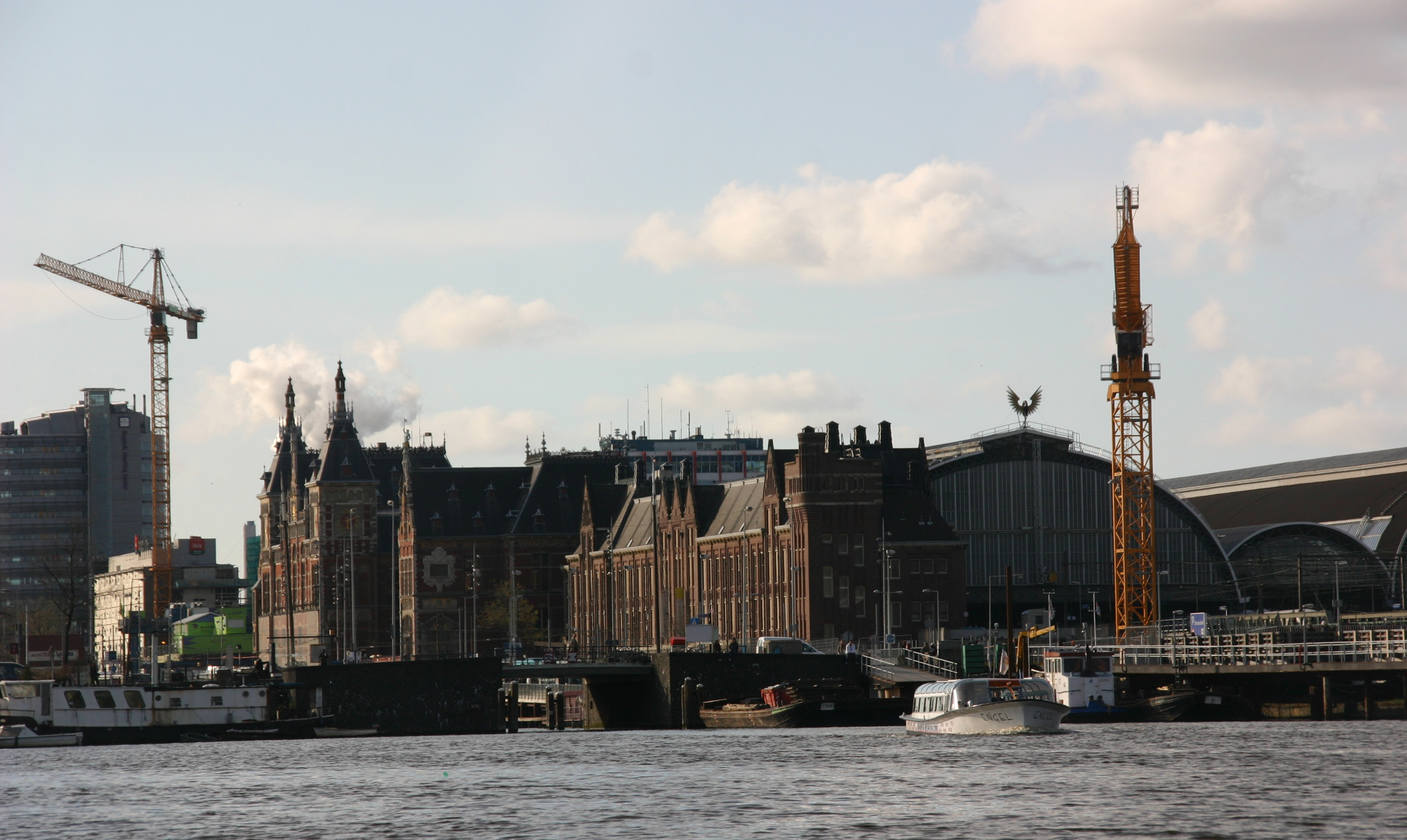